# 华金·桑切斯
华金·桑切斯·罗德里格斯（西班牙語：Joaquín Sánchez Rodríguez，1981年7月21日—），通常稱華金（Joaquín），是一名西班牙已退役的足球運動員，司職翼鋒。他職業生涯主要效力於貝提斯，也曾代表西班牙國家足球隊出賽。
華金和蘇比薩雷塔共同保持著西甲最多的622場出賽紀錄。

## 俱乐部生涯

### 皇家贝蒂斯
華金早於2001年開始出道，著名於盤球技術、精準的傳中助攻及爆發性的高速切入。2002年世界杯已入選西班牙國家隊，在比賽中一鳴驚人。之後經常有傳言認為多家大球隊將會出手收購華金，包括英超曼聯、意甲國際米蘭、祖雲達斯等等，但截至2006年3月，華金一直都效力西甲小球會皇家貝迪斯，他在皇家貝迪斯數年間，每季均保持極佳表現，更在04-05球季帶領皇家貝迪斯殺到西甲前四，成功在下季躋身歐冠聯賽。

### 瓦伦西亚
2006年世界杯後，車路士更開出高達4500萬歐元希望買入華金，最後遭拒，原因是他比較喜愛西甲球會華倫西亞，最後以2500萬歐元轉會華倫西亞。可惜轉隊至華倫西亞後，表現下降，在效力貝迪斯期間的六成水準也交不出來，表現令人失望，雖然隨後賽季表現回穩，但整體表現仍比貝迪斯當年有一段距離，更一度傳出瓦倫西亞打算認賠賣出，但最後亦不了了之。
到了2008-2009年賽季，華金表現再有提升，表現得更為積極，頻頻取得入球，整季上陣31次，取得4個入球，到達季尾階段，他的正選位置逐漸被奪去，由於新秀馬達崛起，維辛迪、大衛·席爾瓦不時又有出色表現，令他不時淪為後備。最後華倫西亞取得第六名的成績，高層不時有傳出財務虧損，令到外界推測不少主將如韋拿、席爾瓦、華金等將會被賣掉來填補財政上的缺口。然而，表現不如以往的華金不像前兩位選手最終獲得豪門收購，最後是在2011年由馬拉加花了4百萬歐元向瓦倫西亞買走華金。

### 马拉加
华金加盟马拉加之后的第一个赛季帮助球队拿到联赛第四，因此获得了2012-13赛季的欧冠参赛资格。马拉加在C组中遇到AC米兰，华金在主场对阵米兰的比赛中射入关键进球，帮助球队取胜。马拉加在该赛季的欧冠淘汰赛中杀入八强被后来的亚军多特蒙德神奇逆转而淘汰。

### 佛罗伦萨
2013年6月13日，意甲球會費倫天拿宣佈華金由馬拉加轉投加盟，合約為期三年至2016賽季結束，這也是他首次離開西甲。

### 回归皇家贝蒂斯
2015年8月31日，华金与母队贝蒂斯签订了一份为期三年的合同。2017年，他收购了自家俱乐部2%的股份。
到了2019-2020年賽季，他於貝提斯主場對畢爾包的西甲聯賽賽事中大演帽子戲法，以38歲140日打破由皇家馬德里著名球員阿尔弗雷多·迪斯蒂法諾紀錄成為西甲歷史中年紀最大的帽子戲法球員。
2023年4月19日，华金宣布将在赛季结束后退役。

## 西甲數據
- 2004/05 - 上陣 38 場，攻入 5 球並取得 13 個助攻
- 2003/04 - 上陣 36 場，攻入 8 球並取得 11 個助攻
- 2002/03 - 上陣 37 場，攻入 8 球並取得 11 個助攻

## 國家隊經歷
他在2002年首度被徵召進入國家隊。隨後，由於在俱樂部的高檔表現，他獲選進入西班牙該屆世界盃的23人大名單，他在該屆世界盃表現不錯，多次提供了高威脅性的傳球和助攻，最後西班牙在八強賽中幾個爭議性的判決後被南韓逼和進入PK賽，儘管帶傷，但華金仍舊決定主罰第四罰，被南韓守門員李雲在擋下後遭淘汰出局，最後他獲選成為大會全明星隊的後備名單一員(一開始公布的全明星隊原本僅有16人，後來追加7個後備名單，補足正好一隊名單的23人)。接下來的兩次大賽(2004年的歐洲盃和2006年的世界盃)中，雖然依舊能入選大名單，但他的先發位置已被文森特、埃切貝里亞、比亞等人取代。而在2008年的歐洲盃外圍賽中，他在輸給北愛爾蘭的比賽後批評總教練阿拉貢內斯沒有能力處理隊內的混亂，之後就再也沒有入選國家隊。諷刺的是，在華金離隊之後，西班牙隊迎來的是史上最長的15連勝、35連不敗、2008/2010/2012連三屆大賽奪冠等極為輝煌的戰績，所以新上任的教練博斯克也沒有再次徵召他回歸。

## 榮譽
貝迪斯
- 西班牙國王盃冠軍 : 2004-05、2021-22[4]

華倫西亞
- 西班牙國王盃冠軍 : 2007-08